# DJ 투컷
DJ 투컷(DJ Tukutz, 본명: 김정식, 1981년 11월 19일 ~ )은 대한민국에서 활동 중인 DJ이다. a.k.a는 Street T이다. 아워즈 소속의 3인조 힙합 그룹 에픽하이의 멤버이다. 2009년 10월 13일에 결혼식을 치르고 같은 해 10월 15일에 현역 입대했다가 2011년 8월 9일에 제대하고, 2011년 11월 11일에 BACKNFORTH 2nd RETURN OF THE DJ TUKUTZ를 통해 컴백 신고식을 치렀다.
동아방송예술대학교 음향제작과 중퇴하였다.
2018년 7월, 한 달간 DJ 수컷(DJ Sukutz)이라는 예명과 Street S라는 a.k.a 명칭을 일시적으로 사용하였다.

## 학력
- 명지대학교 법학과 중퇴
- 동아방송예술대학교 음향제작과 중퇴

## 활동
원래 CB 매스의 객원 DJ로 활동하던 DJ 투컷은 타블로, 미쓰라 진의 에픽하이에 객원 멤버로서 피쳐링 약속이 되어있었다. 하지만 에픽하이와 뜻이 맞아 에픽하이의 또 다른 멤버로 들어가게 된다. 이후 그룹 에픽하이의 멤버로 2003년 1집 음반 Map Of The Human Soul을 통해 데뷔했다. 2집 High Society 때부터 타블로와 함께 작곡을 시작하였고 이후 MTV 코리아 High Society라는 프로그램을 진행하였다. 이후 4집 Remapping the Human Soul의 타이틀 곡 "Fan"에서 디제잉 대신에 본격적으로 무대에 멤버들과 서서 퍼포먼스를 하였고, 방송 및 라디오에서 재치 있는 입담으로 이름을 알리기 시작하였다.
에픽하이는 데뷔 이후 제 20회 골든디스크 상 힙합상, KBS 가요대상 올해의 가수상, Mnet KM 뮤직 페스티벌 올해의 앨범상, 제 17회 서울가요대상 최고 앨범상, 제 5회 한국대중음악상 네티즌이 뽑은 올해의 음악인 힙합부문, 같은 시상식의 최우수 힙합 앨범상 등을 수상했다.
2009년 10월 7일, 갑작스럽게 자신의 블로그를 통해 10월 13일에 아내 이의진씨와 결혼식을 치르고 10월 15일 현역 입대를 한다고 밝혔다. 원래 2010년 초에 입대할 예정이었으나 갑자기 입대하게 되었다. 10월 10일, 에픽하이는 《쇼! 음악중심》을 마지막으로 6집 활동을 중단하였고 (방송은 10월 17일에 했음.) 10월 13일, 예정대로 결혼식을 올리고 10월 15일, 입대하였다. 2011년 8월 9일 전역하였다.
2010년 3월 5일, DJ 수컷은 군복무 중에 다이나믹 듀오 등과 함께 "국군방송 파워콘서트"에 DJ로 참가하기도 했다.
에픽하이의 멤버로써 타블로의 뒤를 따라 YG 엔터테인먼트와 계약을 맺었다.
2012년 10월 19일에는 YG 엔터테인먼트와 계약을 맺은 후 처음으로 에픽하이의 앨범 7집 99를 발매하였으며 예전과 달리 밝아진 분위기와 가사 내용으로 상업성이 짙은 아이돌 음악이라는 혹평을 받았으나 이는 에픽하이 멤버 타블로의 아버지가 타계하며 남긴 유언에 따라 밝은 모습을 보여드리기 위해서라는 게 밝혀지며 화제가 되고 있다.

## 음악 활동
2집 《High Society》부터 에픽하이 음반에서 타블로와 작곡 활동을 활발히 하였다.

### 발매 음반

#### 에픽하이
- 2003년 Map of the Human Soul
- 2004년 High Society
- 2005년 Swan Songs
- 2006년 Black Swan Songs (Repackage)
- 2007년 Remapping the Human Soul
- 2008년 Pieces, Part One
- 2008년 Breakdown (Repackage)
- 2008년 Lovescream
- 2009년 魂 : Map the Soul
- 2009년 Remixing The Human Soul
- 2009년 [e]
- 2010년 Epilogue
- 2012년 99
- 2014년 신발장
- 2017년 WE'VE DONE SOMETHING WONDERFUL
- 2021년 Epik High Is Here

## 활동 경력

### 음악
- 2002년 ~ 2003년 CB 매스 객원 DJ
- 2011년 타블로 - 열꽃 - 출처

### 방송
- MTV 《MTV High Society》
- Mnet 《EPIK HIGH의 연애&망상》
- MBC Every1 《지금은 꽃미남 시대》
- MBC 《복면가왕》 - 곰은.. 무대를.. 찢어.. 오늘 무대도 다 찢어버릴게요! 아기곰
- MBC 《황금어장 라디오스타》
- tvN 《놀라운 토요일》[6]
- JTBC 《아는형님》